# Predsjednik Europskog parlamenta
Predsjednik Europskog parlamenta obnaša dužnost predsjedavanja raspravama i aktivnostima Europskog parlamenta. Predsjednik također predstavlja Parlament unutar Europske unije i u međunarodnim odnosima. Za donošenje većine zakona EU i proračuna Europske unije potreban je potpis predsjednika Europskog parlamenta.
Trajanje mandata je 2,5 godine i obično je podijeljeno između dvije glavne političke stranke. Od uspostavljanja Parlamenta 1952. na dužnost je stupilo ukupno 30 predsjednika, od kojih je njih 17 bilo od prvih parlamentarnih izbora 1979. godine. Tri predsjednice bile su žene, a većina je iz starijih država članica. Dana 18. siječnja 2022. za Predsjednicu Europskog parlamenta izabrana je Roberta Metsola.

## Uloga u parlamentu
Predsjednik predsjedava raspravama i nadgleda sve aktivnosti Parlamenta i njegovih konstitutivnih tijela (osiguravajući primjenu poslovnika Parlamenta), u tome je uloga slična ulozi predsjednika u nacionalnim parlamentima. Uz predsjednika postoji i 14 potpredsjednika koji predsjedavaju raspravama kada predsjednik nije u sjedištu. Predsjednik također predsjedava sastancima Ureda odgovornog za proračunska i administrativna pitanja, te Konferencije predsjednika, upravljačkog tijela kojeg čine predsjednici svake političke skupine u Europskom parlamentu.

## Položaj u Uniji
Predsjednik predstavlja Parlament u svim pravnim pitanjima i vanjskim odnosima, posebno u međunarodnim odnosima. Kad se sastane Europsko vijeće, predsjednik mu se obraća iznosivši stavove Parlamenta o temama na dnevnom redu Vijeća. Predsjednik također sudjeluje na međuvladinim konferencijama o novim ugovorima. Potpis predsjednika potreban je i za usvajanje proračuna Europske unije i akata Unije donesenih u postupku suodlučivanja. Predsjednik također predsjedava odborima za mirenje s Vijećem.
U većini zemalja protokol šefa države ima prednost pred svim ostalim funkcijama. Međutim, u Europskoj uniji Parlament je naveden kao primarna institucija, pa stoga protokol njegovog predsjednika dolazi prije bilo kojeg drugog europskog ili nacionalnog protokola. Darovi dani brojnim uglednim uglednicima moraju dobiti odobrenje Predsjednika. Predsjednik španjolskog parlamenta Josep Borrell poklonio je kolegama kristalnu čašu koju je izradio umjetnik iz Barcelone na kojoj su, između ostalog, urezani dijelovi Povelje o temeljnim pravima.
Reorganizacijom vodećih radnih mjesta u EU-u prema Lisabonskom ugovoru došlo je do određenih kritika zbog nejasnih odgovornosti svakog radnog mjesta. Ukrajinski veleposlanik u EU Andriy Veselovsky pohvalio je okvir i pojasnio ga vlastitim riječima: predsjednik Europske komisije govori kao "vlada" EU-a, dok je predsjednik Europskog vijeća "strateg". Visoki predstavnik specijalizirao se za "bilateralne odnose", dok se europski povjerenik za proširenje i europsku politiku susjedstva bavi tehničkim pitanjima poput sporazuma o slobodnoj trgovini s Ukrajinom. Predsjednik parlamenta u međuvremenu artikulira vrijednosti EU-a poput demokratskih izbora u drugim zemljama.

## Vanjske poveznice
- Službene mrežne stranice Predsjednika Europskog parlamenta, pristupljeno 2. srpnja 2021.
- Dužnosti Predsjednika Europskog parlamenta europarl.europa.eu. Pristupljeno 2. srpnja 2021.
- Popis svih Predsjednika Europskog parlamenta  Arhivirana inačica izvorne stranice od 7. lipnja 2011. (Wayback Machine) European Navigator, pristupljeno 2. srpnja 2021.
- Rezultati svih izbora za predsjednika Europskog parlamenta od 1979. do 2007., pristupljeno 2. srpnja 2021.